# Gareth Thomas (herec)
Gareth Thomas (12. února 1945 Wales – 13. dubna 2016 Surrey) byl velšský herec. V letech 1968 až 1969 byl členem Royal Shakespeare Company. V letech 1978 až 1981 hrál hlavní roli v seriálu Blake's 7. Rovněž hrál v řadě dalších seriálů, ale také filmů (Pět milionů let k Zemi, Ohrožení Britannicu). Zemřel na srdeční selhání ve věku 71 let.